# Нове Місто (Уманський район)
Нове́ Місто — село в Україні, в Монастирищенській міській громаді Уманського району Черкаської області. Розташоване за 3 км на південний схід від міста Монастирище. Населення становить 3 109 осіб (станом на 1 січня 2021 р.). 

## Галерея

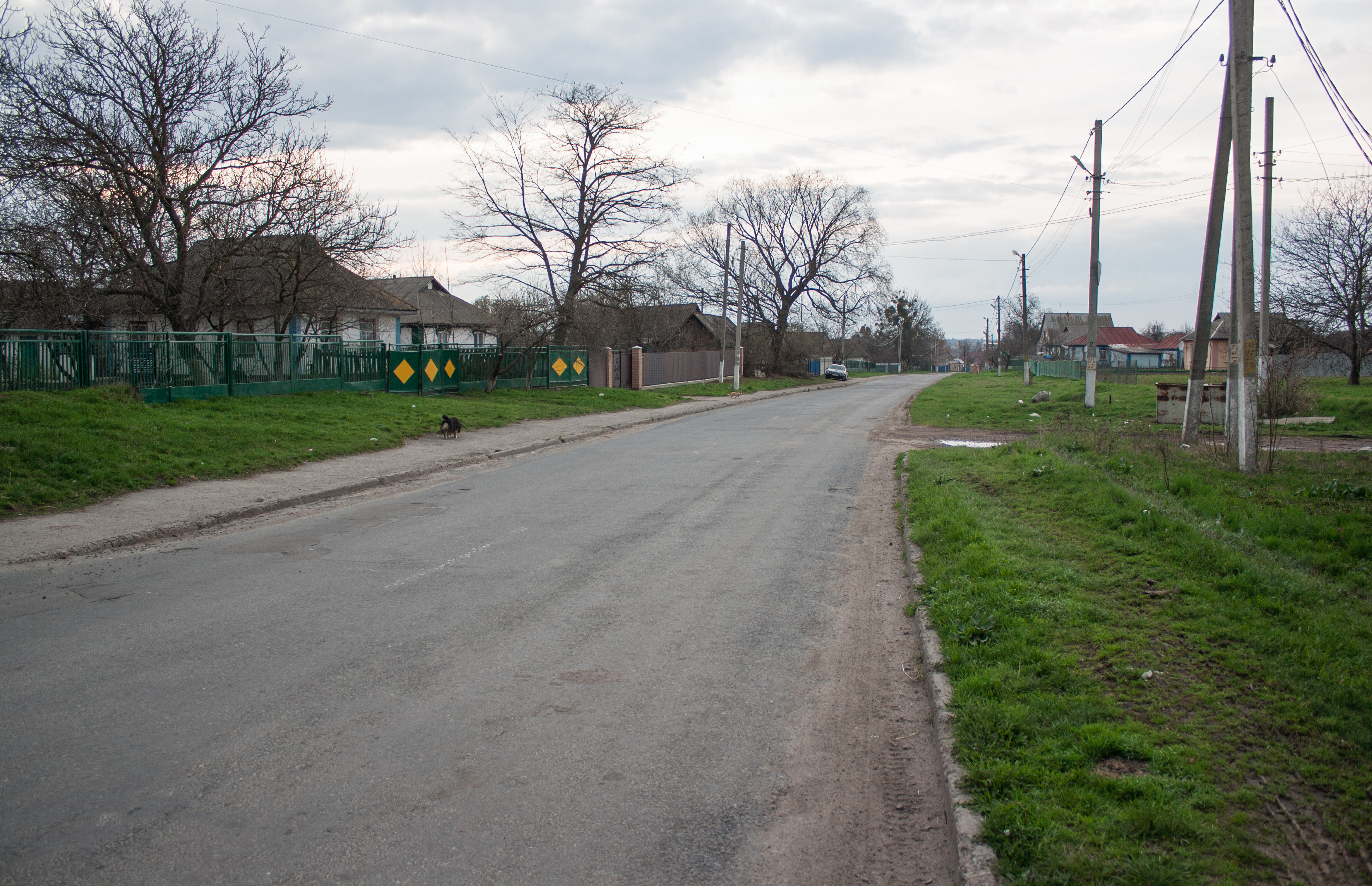
Вулиця Київська
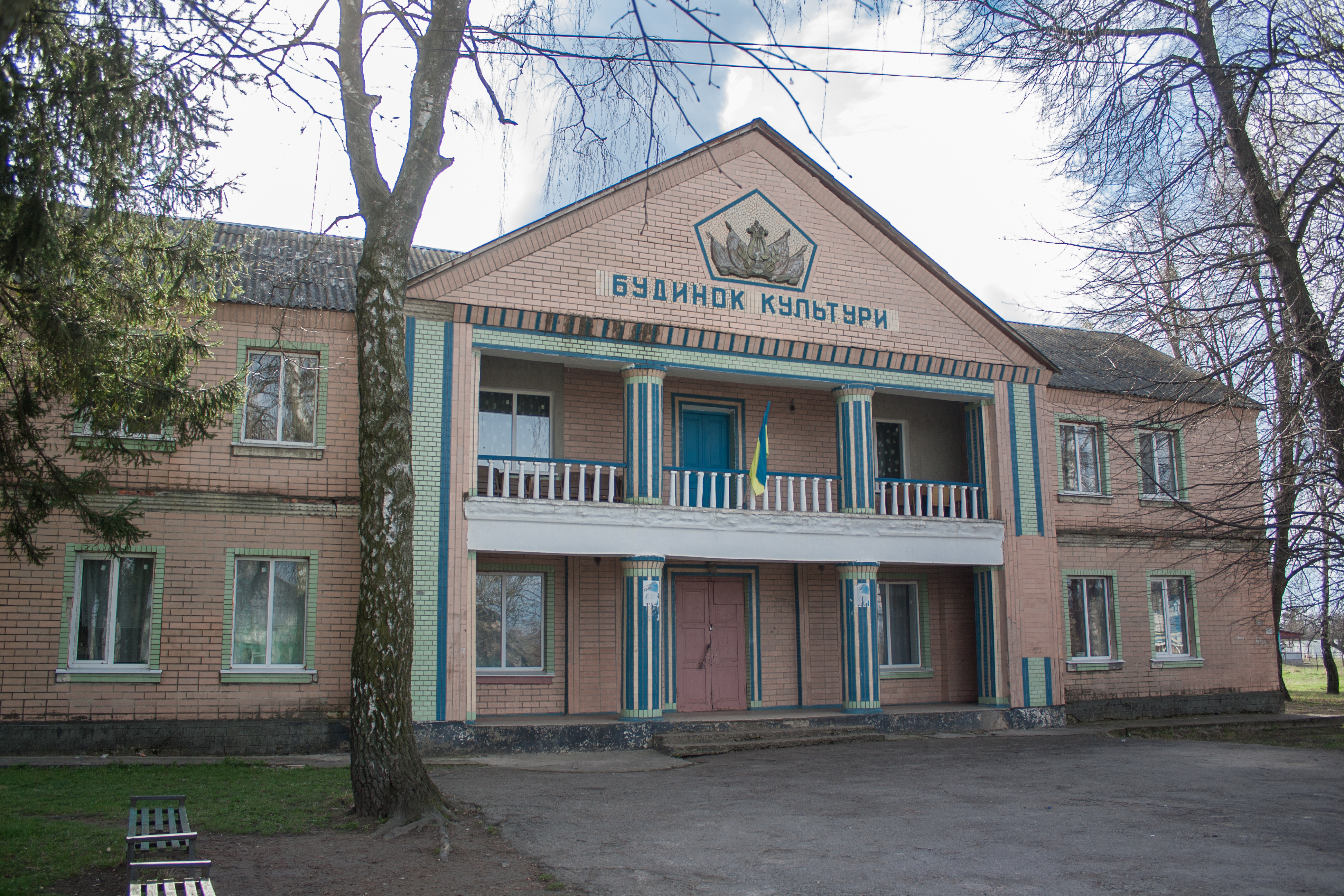
Будинок культури
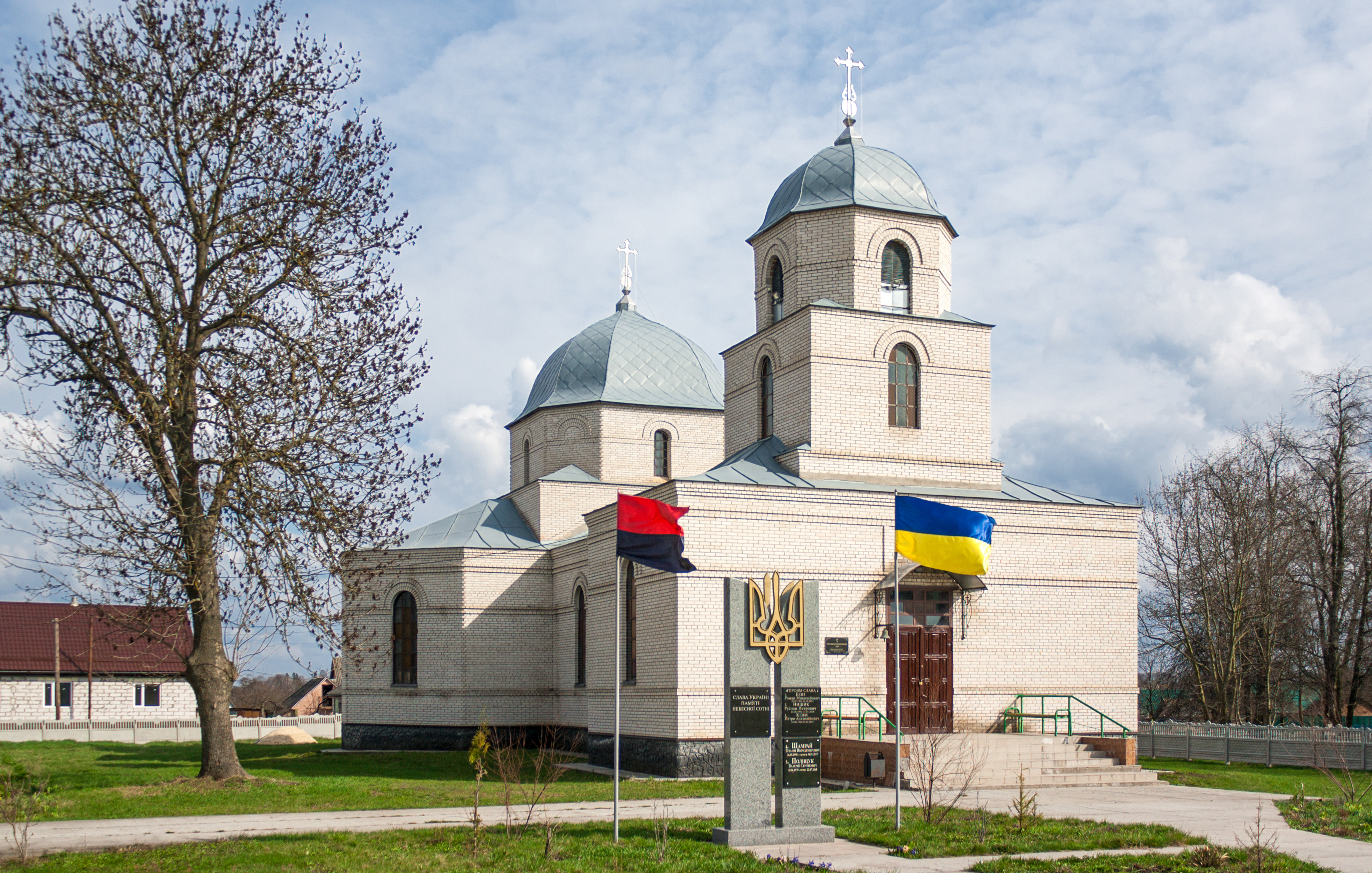
Церква
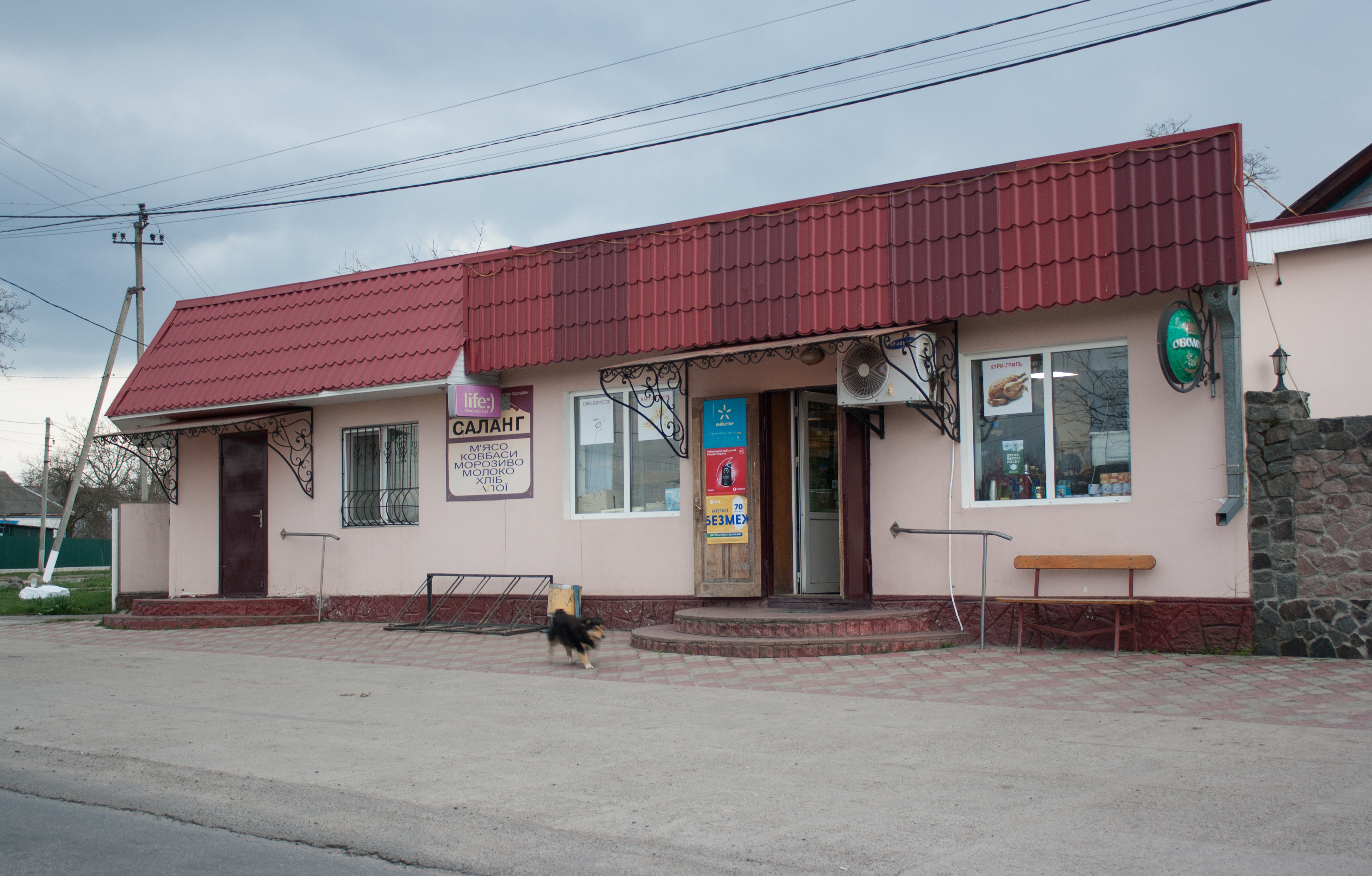
Магазин
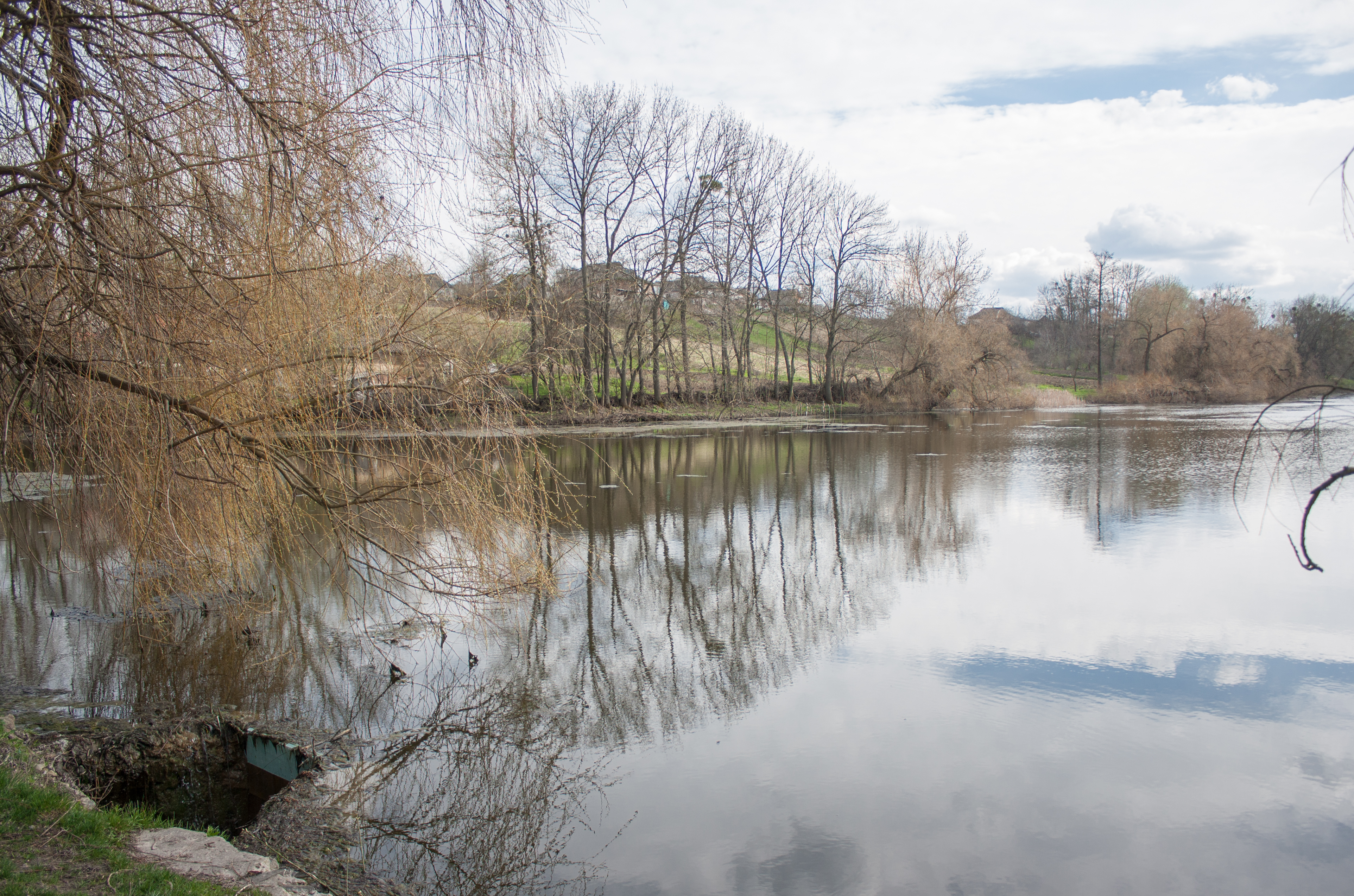
Ставок
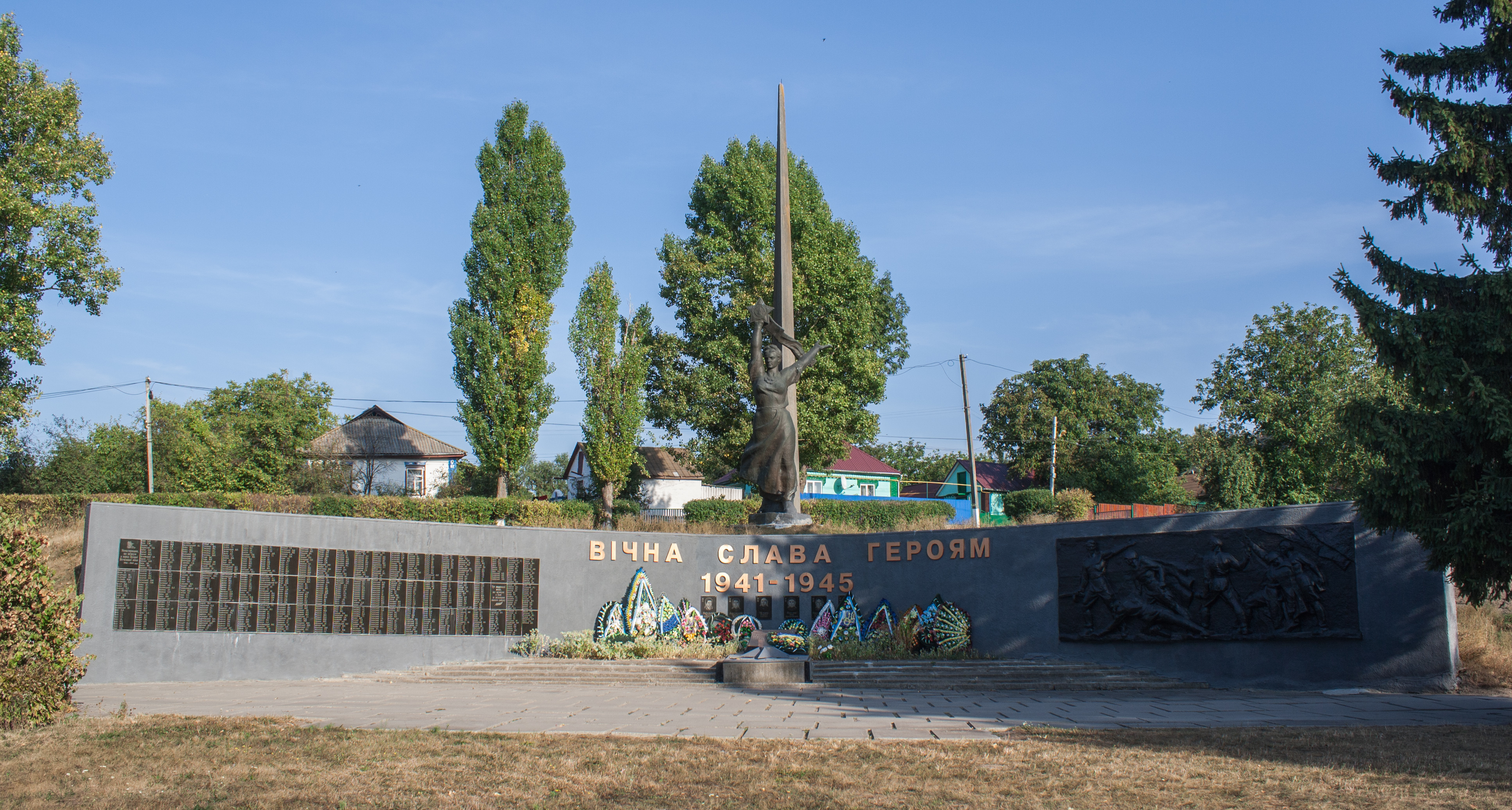
Обеліск Слави